# Gallinipper (mitología)
El gallinipper es un críptido de la tradición popular afroamericana .  Estas criaturas eran una especie de mosquitos gigantes tan grandes que sus huesos podrían cercar un campo de 140 acres.   Una versión popular de la leyenda cuenta que la criatura sacó su pico del tronco de un árbol, y que el animal era lo suficientemente grande como para despejar 140 acres de tierra durante una lucha.    Los cuentos del Gallinipper fueron apropiados como una característica de los shows de Minstrel, pero también aparecieron en canciones de blues estadounidenses como "Mosquito Moan" de Blind Lemon Jefferson. 